# Хуан Роман Рікельме
Хуан Роман Рікельме (ісп. Juan Román Riquelme, нар. 24 червня 1978, Сан-Фернандо) — колишній аргентинський футболіст, півзахисник.
Він вважається одним з найталановитіших аргентинських гравців свого покоління. Він провів більшу частину своєї кар'єри в «Бока Хуніорс», а залишив і значний вплив у Іспанії, виступаючи за «Вільярреал». Він вважається одним з найкращих плеймейкерів свого часу, і був визнаний одним з «останніх справжніх десяток» через його плеймейкерські здібності і унікальний стиль гри, який порівнювали з Дієго Марадоною в юності.
Рікельме чотири рази був названий найкращим аргентинським футболістом року і одного разу найкращим футболістом Південної Америки. Протягом одинадцяти років Хуан Роман представляв збірну Аргентини, виступаючи разом з нею на чемпіонаті світу 2006 року і двох кубках Америки, на другому з яких у 2007 році вивів збірну у фінал. Він також брав участь у Кубку конфедерацій 2005 року, де також дійшов з командою до фіналу і привів свою країну як капітан до золотих медалей на Олімпійських іграх 2008 року.

## Клубна кар'єра
Народився 24 червня 1978 року в місті Сан-Фернандо. Вихованець школи «Аргентинос Хуніорс», однак за основний склад цього клубу не провів жодного матчу. У 18 років перейшов до «Боки Хуніорс», де миттєво став ключовим гравцем цього клубу. За перший період перебування в «Боці» він тричі вигравав чемпіонат Аргентини, двічі Кубок Лібертадорес і одного разу Міжконтинентальний кубок.

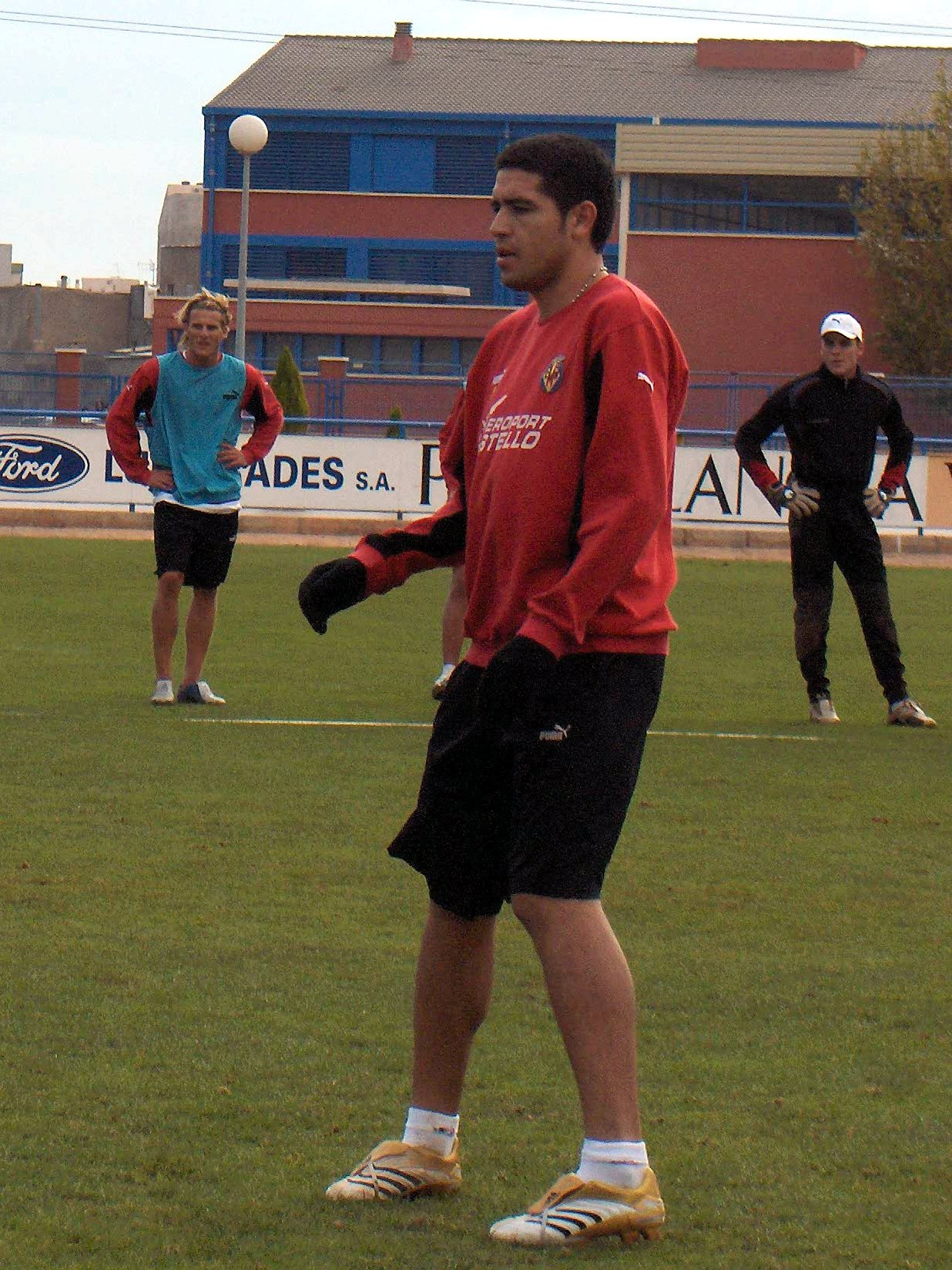
Хуан Рікельме на тренуванні «Вільярреала». Жовтень 2005 року.

2002 року Рікельме переїхав до іспанської «Барселони», але в ті часи в цій команді була плутанина в керівництві, часті зміни тренерів і президентів, хоча зазвичай Роман потрапляв в основний склад. Але з приходом в клуб Роналдінью ставка тренером Франком Райкардом була зроблена на чемпіона світу. Рікельме відправився на правах оренди в скромний клуб «Вільярреал». Багато в чому завдяки саме Рікельме «жовта субмарина» у середині 2000-х років стала одним з найкращих європейських клубів. У сезоні 2004/05 «Вільярреал» став третім в іспанській Примері і вже на наступний сезон дійшов до півфіналу Ліги чемпіонів. Лише не реалізований Романом пенальті в кінцівці матчу з лондонським «Арсеналом» не дозволив його команді вийти у фінал.
Своєю грою на правах оренди влітку 2005 року Рікельме змусив представників тренерського штабу «Вільярреала» викупити у «Барси» 75 % прав на футболіста за 8 млн євро. Відіграв за вільярреальський клуб ще наступні два сезони своєї ігрової кар'єри, після чого був відданий на пів року в рідну «Боку Хуніорс» через конфлікт з тренером Мануелем Пеллегріні.
Нова команда Романа впевнено виступила у розіграші Кубка Лібертадорес 2007 року. Апофеозом потужної гри команди стало фінальне протистояння з бразильським «Греміо». В цілому міцна команда з Порту-Алегрі поступилася «Боці» 0:5 за сумою двох зустрічей. Сам Рікельме забив три м'ячі у фінальних матчах (гол на Бомбонері і обидва м'ячі в матчі на Олімпіко Монументал). Також він був визнаний найкращим гравцем турніру і фіналу. Рікельме зайняв друге місце в списку бомбардирів турніру — Роман не тільки віддавав філігранні паси своїм партнерам, але і забив 8 м'ячів у ворота суперників (більше забити зумів лише парагвайський нападник Сальвадор Кабаньяс).
По завершенні сезону Рікельме повернувся в «Вільярреал», однак в іспанському клубі Роману не довіряли, та й сам Рікельме чітко дав зрозуміти, що має намір повернутися в колишній клуб — «Боку», тому до кінця року майже не грав. Тим часом, у грудні 2007 року «Бока» на правах переможця Кубка Лібертадорес взяла участь у Клубному чемпіонаті світу. На цей турнір через проблеми з заявкою ФІФА відмовилася допускати Рікельме. У результаті італійський «Мілан» обіграв «Боку» у фіналі КЧС з рахунком 4:2, ставши першою європейською командою, яка зуміла порушити гегемонію південноамериканців в головному клубному турнірі планети.

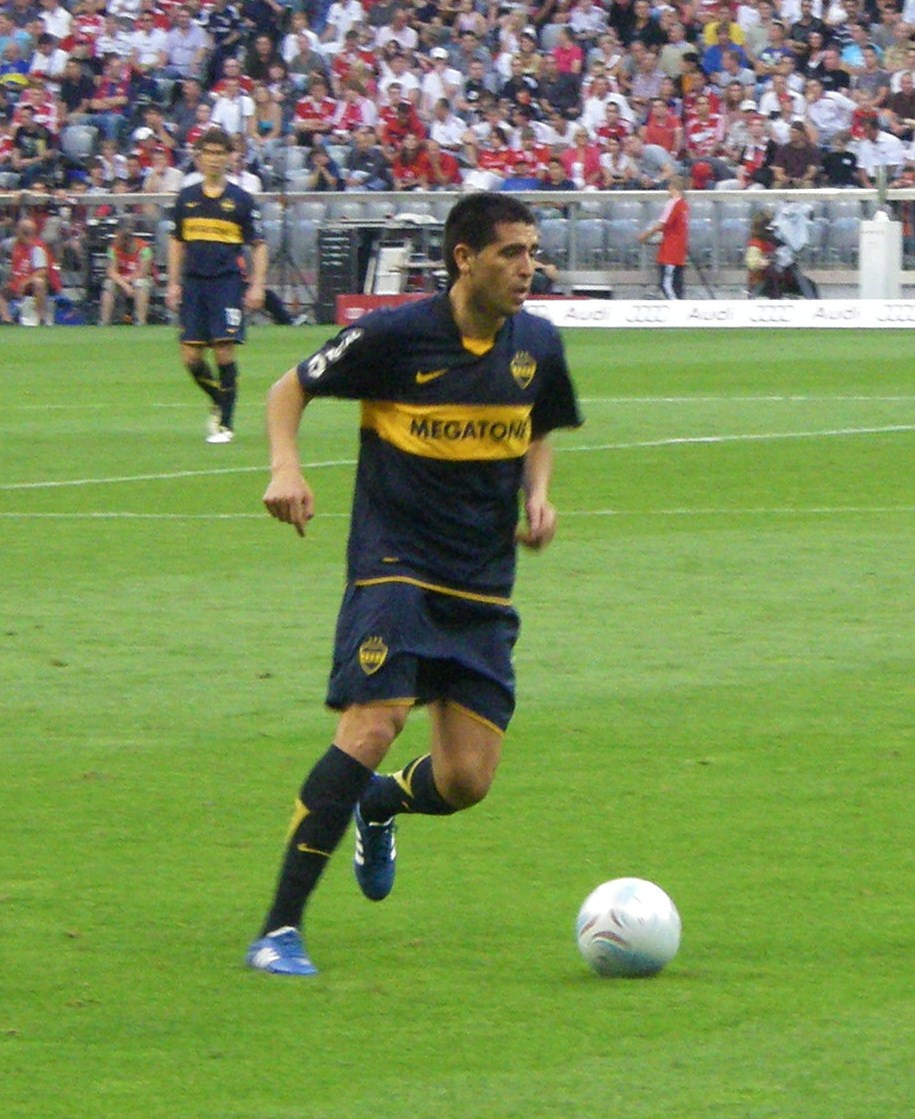
Хуан Рікельме під час виступів за «Боку Хуніорс». 29 липня 2009 року.

З 2008 року Роман став повноцінним гравцем «Боки Хуніорс». У розіграші Кубка Лібертадорес 2008 «Бока» дійшла до півфіналу, де поступилася «Флуміненсе», а влітку того ж року Роман допоміг своїй команді виграти Рекопу Південної Америки, обігравши в двоматчевому протистоянні інший аргентинський клуб «Арсенал» (Саранді). У другій половині року Роман надихнув партнерів на черговий чемпіонський титул в Аргентині. У «золотому» міні-турнірі «Бока» вирвала перемогу в Апертурі та Рікельме в четвертий раз в кар'єрі став чемпіоном Аргентини. За підсумками 2008 року Рікельме був названий другим гравцем Південної Америки після Хуана Себастьяна Верона і найкращим гравцем Аргентини.
Значну частину 2009 року Рікельме був травмований. Цей період припав на серйозний спад у грі команди, яка тривалий час лишалась поза конкуренцією за трофеї. 16 серпня 2010 року Рікельме продовжив контракт з клубом «Бока Хуніорс» на 4 роки. 2011 року Рікельме виграв з «Бокою» п'яте у своїй кар'єрі чемпіонство, а наступного року вперше здобув кубок Аргентини.
17 липня 2014 року Рікельме перейшов у «Аргентинос Хуніорс», якому допоміг в кінці того ж року повернутись в аргентинський елітний дивізіон, після чого 26 січня 2015 року оголосив про завершення ігрової кар'єри у віці 36 років.

## Виступи за збірну
Протягом 1997—1998 років залучався до складу молодіжної збірної Аргентини і ставав 1997 року чемпіоном світу серед молоді (до 20 років), а 1998 року — переможцем турніру в Тулоні у складі команди до 21 року. На молодіжному рівні зіграв у 21 офіційному матчі, забив 7 голів.
1997 року дебютував в офіційних матчах у складі національної збірної Аргентини.
В поодальшому у складі збірної був учасником розіграшу Кубка Америки 1999 року у Прагваї та розіграшу Кубка Конфедерацій 2005 року у Німеччині, де разом з командою здобув «срібло».
Влітку 2006 року Рікельме був лідером збірної Аргентини на чемпіонаті світу 2006 року у Німеччині. Аргентинська збірна після групового раунду вважалася одним з головних фаворитів турніру. Особливо ефектним вийшов матч проти збірної Сербії і Чорногорії, виграний «Альбіселесте» з рахунком 6:0. Проте в 1/4 фіналу аргентинці у впертій боротьбі поступилися в серії пенальті господарям турніру — збірній Німеччини, яка в підсумку посіла третє місце.
Влітку 2007 року Рікельме в черговий раз підтвердив свій високий клас гри — 5 голів у 5 матчах Романа вивели збірну Аргентини у фінал розіграшу Кубка Америки 2007 року у Венесуелі. І лише поразка у фінальному матчі проти Бразилії, в якому аргентинці поступилися з рахунком 0:3, не дозволив команді Рікельме святкувати успіх.

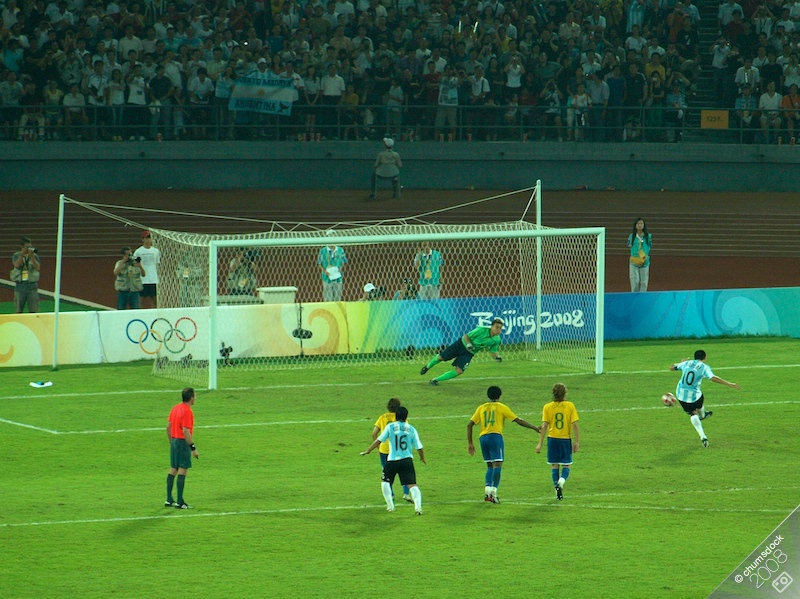
Хуан Рікельме забиває пенальті ворта Бразилії у півфіналі Олімпійських ігор 2008 року. 19 серпня 2008 року.

Влітку 2008 року Хуан Роман у складі збірної Аргентини став Олімпійським чемпіоном, будучи капітаном команди.
У березні 2009 року, після приходу на тренерський місток збірної Дієго Марадони, Рікельме вирішив піти з національної команди, заявивши, що його не буде в команді до тих пір, поки її тренує Марадона. Почалася ціла кампанія з повернення Рікельме в збірну з гучними банерами «Зрадник», адресованими Марадоні. Дієго всіляко підкреслював шанобливе ставлення до колись близького товариша і до рідного клубу.

Дієго прокоментував відмову півзахисника «Бока Хуніорс» грати за національну команду під його керівництвом так: 
|                  | «Це рішення зачепило мене до глибини душі. Але я не хочу, щоб вболівальники активно обговорювали цю ситуацію. Кожен має право вибору. Якщо вони захочуть щось сказати, то я нічого не зможу вдіяти з банерами. Але я ніколи не буду сваритися з фанатами, тим більше з уболівальниками „Бока Хуніорс“» |
| — Дієго Марадона | |

.
Наступний тренер аргентинців Серхіо Батіста заявив, що він хотів би щоб Рікельме повернутися до виступів за збірну, натякаючи на можливість гравця з'явитись в товариському матчі проти Іспанії в серпні 2010 року, чого в кінцевому підсумку не відбулося. У 2011 році Рікельме був викликаний в збірну Аргентини Алехандро Сабельєю для Суперкласіко де лас Амерікас, однак через травму гравець змушений був покинути табір збірної.
Протягом кар'єри у національній команді, яка тривала 11 років, провів у формі головної команди країни 51 матч, забивши 17 голів.

## Статистика виступів

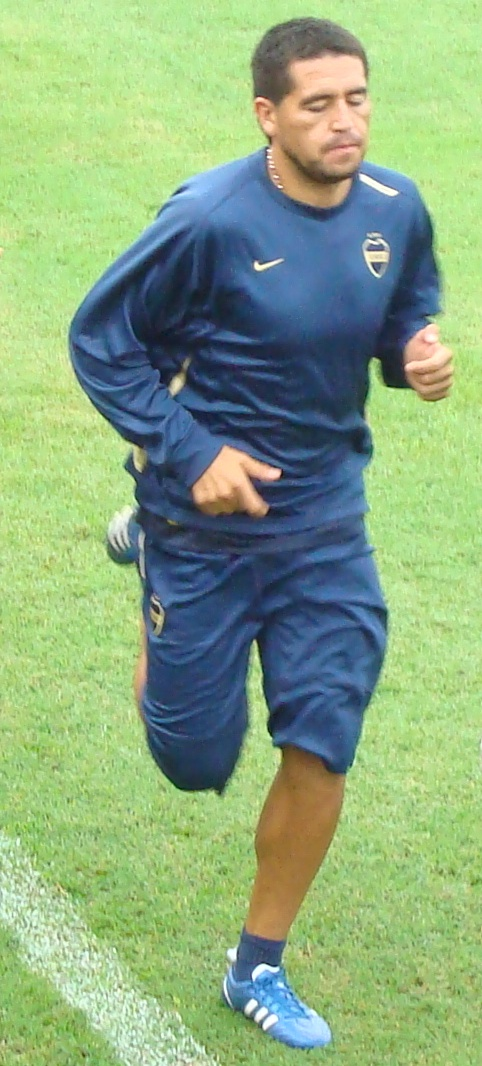
Хуан Рікельме на тренуванні під час виступів за «Боку Хуніорс». 11 березня 2009 року.

### Статистика клубних виступів
| Сезон                      | Команда                    | Чемпіонат                  | Чемпіонат | Чемпіонат | Кубок | Кубок | Кубок | Єврокубки | Єврокубки | Єврокубки | Інші змагання | Інші змагання | Інші змагання | Усього | Усього |
| Сезон                      | Команда                    | Ліга                       | Ігор      | Голів     | Ліга  | Ігор  | Голів | Ліга      | Ігор      | Голів     | Ліга          | Ігор          | Голів         | Ігор   | Голів  |
| -------------------------- | -------------------------- | -------------------------- | --------- | --------- | ----- | ----- | ----- | --------- | --------- | --------- | ------------- | ------------- | ------------- | ------ | ------ |
| 1995-96                    | «Аргентинос Хуніорс»       | ПД                         | 0         | 0         | -     | -     | -     | -         | -         | -         | -             | -             | -             | 0      | 0      |
| 1996-97                    | «Бока Хуніорс»             | ПД                         | 22        | 4         | -     | -     | -     | -         | -         | -         | -             | -             | -             | 22     | 4      |
| 1997-98                    | «Бока Хуніорс»             | ПД                         | 19        | 0         | -     | -     | -     | -         | -         | -         | -             | -             | -             | 19     | 0      |
| 1998-99                    | «Бока Хуніорс»             | ПД                         | 37        | 10        | -     | -     | -     | -         | -         | -         | -             | -             | -             | 37     | 10     |
| 1999-00                    | «Бока Хуніорс»             | ПД                         | 24        | 4         | -     | -     | -     | -         | -         | -         | -             | -             | -             | 24     | 4      |
| 2000-01                    | «Бока Хуніорс»             | ПД                         | 27        | 10        | -     | -     | -     | -         | -         | -         | -             | -             | -             | 27     | 10     |
| 2001-02                    | «Бока Хуніорс»             | ПД                         | 22        | 10        | -     | -     | -     | -         | -         | -         | -             | -             | -             | 22     | 10     |
| Усього за «Боку» у 1996-02 | Усього за «Боку» у 1996-02 | Усього за «Боку» у 1996-02 | 151       | 38        |       | -     | -     |           | -         | -         |               | -             | -             | 151    | 38     |
| 2002-03                    | «Барселона»                | ПД                         | 30        | 3         | КІ    | 1     | 1     | ЛЧ        | 11        | 2         | -             | -             | -             | 42     | 6      |
| 2003-04                    | «Вільярреал»               | ПД                         | 33        | 8         | КІ    | 3     | 1     | КУ        | 12        | 4         | -             | -             | -             | 48     | 13     |
| 2004-05                    | «Вільярреал»               | ПД                         | 35        | 15        | КІ    | 0     | 0     | КУ        | 9         | 2         | -             | -             | -             | 44     | 17     |
| 2005-06                    | «Вільярреал»               | ПД                         | 25        | 12        | КІ    | 1     | 0     | ЛЧ        | 12        | 2         | -             | -             | -             | 38     | 14     |
| 2006-07                    | «Вільярреал»               | ПД                         | 13        | 1         | КІ    | 0     | 0     | -         | -         | -         | -             | -             | -             | 13     | 1      |
| 2007-08                    | «Вільярреал»               | ПД                         | -         | -         | -     | -     | -     | -         | -         | -         | -             | -             | -             | -      | -      |
| Усього за «Вільярреал»     | Усього за «Вільярреал»     | Усього за «Вільярреал»     | 106       | 36        |       | 4     | 1     |           | 33        | 8         |               |               |               | 143    | 45     |
| 2006-07                    | «Бока Хуніорс»             | ПД                         | 15        | 2         | -     | -     | -     | -         | -         | -         | -             | -             | -             | 15     | 2      |
| 2007-08                    | «Бока Хуніорс»             | ПД                         | 10        | 1         | -     | -     | -     | -         | -         | -         | -             | -             | -             | 10     | 1      |
| 2008-09                    | «Бока Хуніорс»             | ПД                         | 28        | 5         | -     | -     | -     | -         | -         | -         | -             | -             | -             | 28     | 5      |
| 2009-10                    | «Бока Хуніорс»             | ПД                         | 24        | 3         | -     | -     | -     | -         | -         | -         | -             | -             | -             | 24     | 3      |
| 2010-11                    | «Бока Хуніорс»             | ПД                         | 13        | 4         | -     | -     | -     | -         | -         | -         | -             | -             | -             | 13     | 4      |
| 2011–12                    | «Бока Хуніорс»             | ПД                         | 23        | 3         | -     | -     | -     | КЛ        | 13        | 3         | -             | -             | -             | 36     | 6      |
| 2012–13                    | «Бока Хуніорс»             | ПД                         | 13        | 3         | -     | -     | -     | КЛ        | 7         | 2         | -             | -             | -             | 20     | 5      |
| Усього за «Боку Хуніорс»   | Усього за «Боку Хуніорс»   | Усього за «Боку Хуніорс»   | 265       | 56        |       | -     | -     |           | 77        | 24        |               | 2             | 0             | 344    | 80     |
| Усього за кар'єру          | Усього за кар'єру          | Усього за кар'єру          | 401       | 95        |       | 5     | 2     |           | 121       | 34        |               | 2             | 0             | 529    | 131    |

## Титули і досягнення

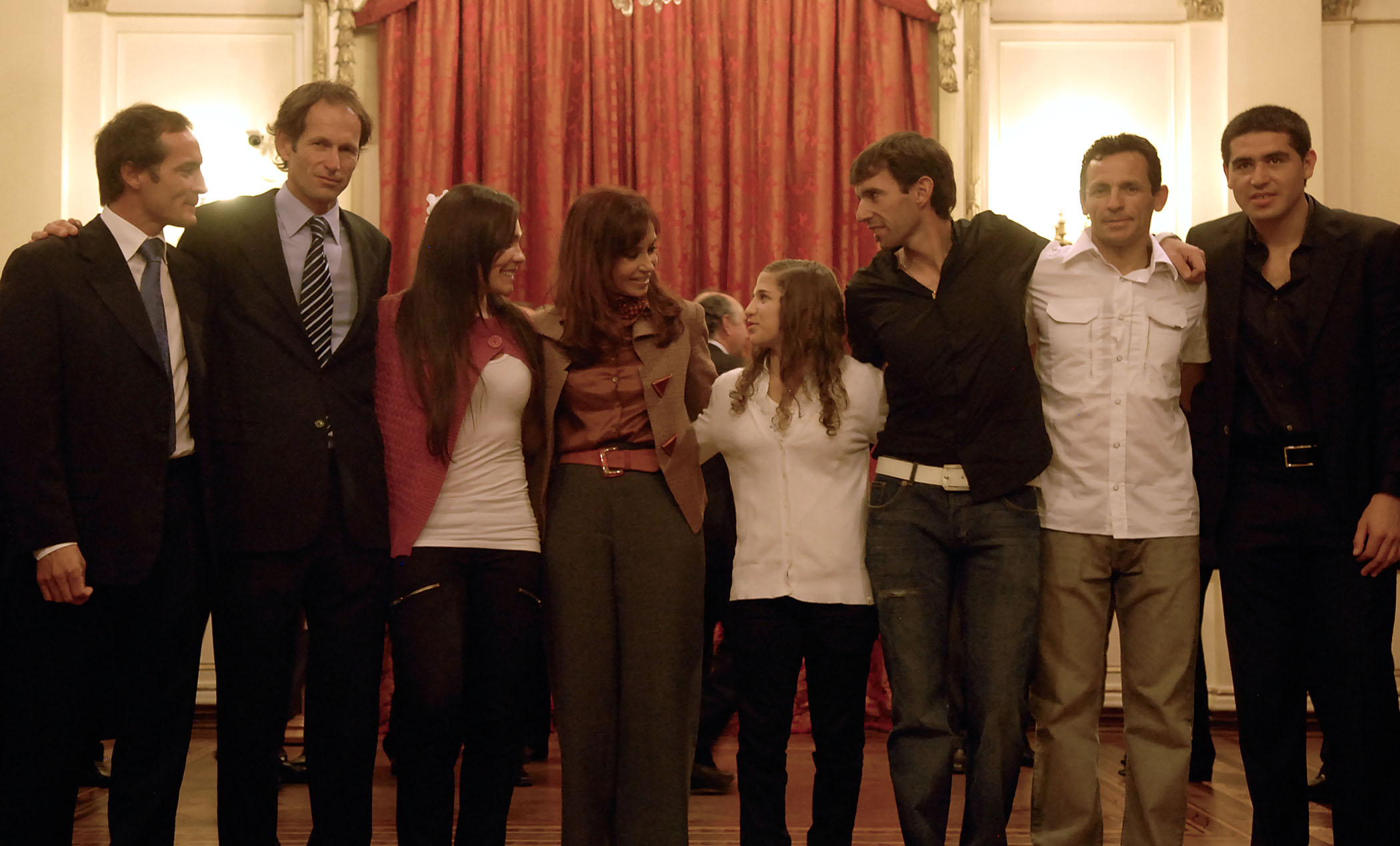
Президент Аргентини Крістіна Фернандес вітає олімпійську збірну Аргентини зі здобуттям золота на турнірі. Хуан Рікельме крайній праворуч. 1 вересня 2008

### Командні
- Чемпіон Аргентини (5):

«Бока Хуніорс»: Апертура 1998, Клаусура 1999, Апертура 2000, Апертура 2008, Апертура 2011
- Володар Міжконтинентального кубка (1):

«Бока Хуніорс»: 2000
- Володар Кубка Лібертадорес (3):

«Бока Хуніорс»: 2000, 2001, 2007
- Переможець Рекопи Південної Америки (1):

«Бока Хуніорс»: 2008
- Володар Кубка Аргентини (1):

«Бока Хуніорс»: 2011–12
- Володар Кубка Інтертото (1):

«Вільярреал»: 2004
Збірні
- Чемпіон світу (U-20): 1997
- Чемпіон Південної Америки (U-20): 1997
- Олімпійський чемпіон: 2008
- Срібний призер Кубка Америки: 2007

### Особисті
- Футболіст року в Південній Америці: 2001[14]
- Футболіст року в Аргентині: 2000, 2001, 2008, 2011
- У південноамериканській команді року: 1999, 2000, 2001, 2008, 2011[15]
- Найкращий гравець Кубка Лібертадорес: 2001, 2007[16]

Найкращий іноземний гравець Ла Ліги за версією журналу Don Balón: 2004–05
- Найкращий гравець Турніру в Тулоні: 1998